# 린 로버츠

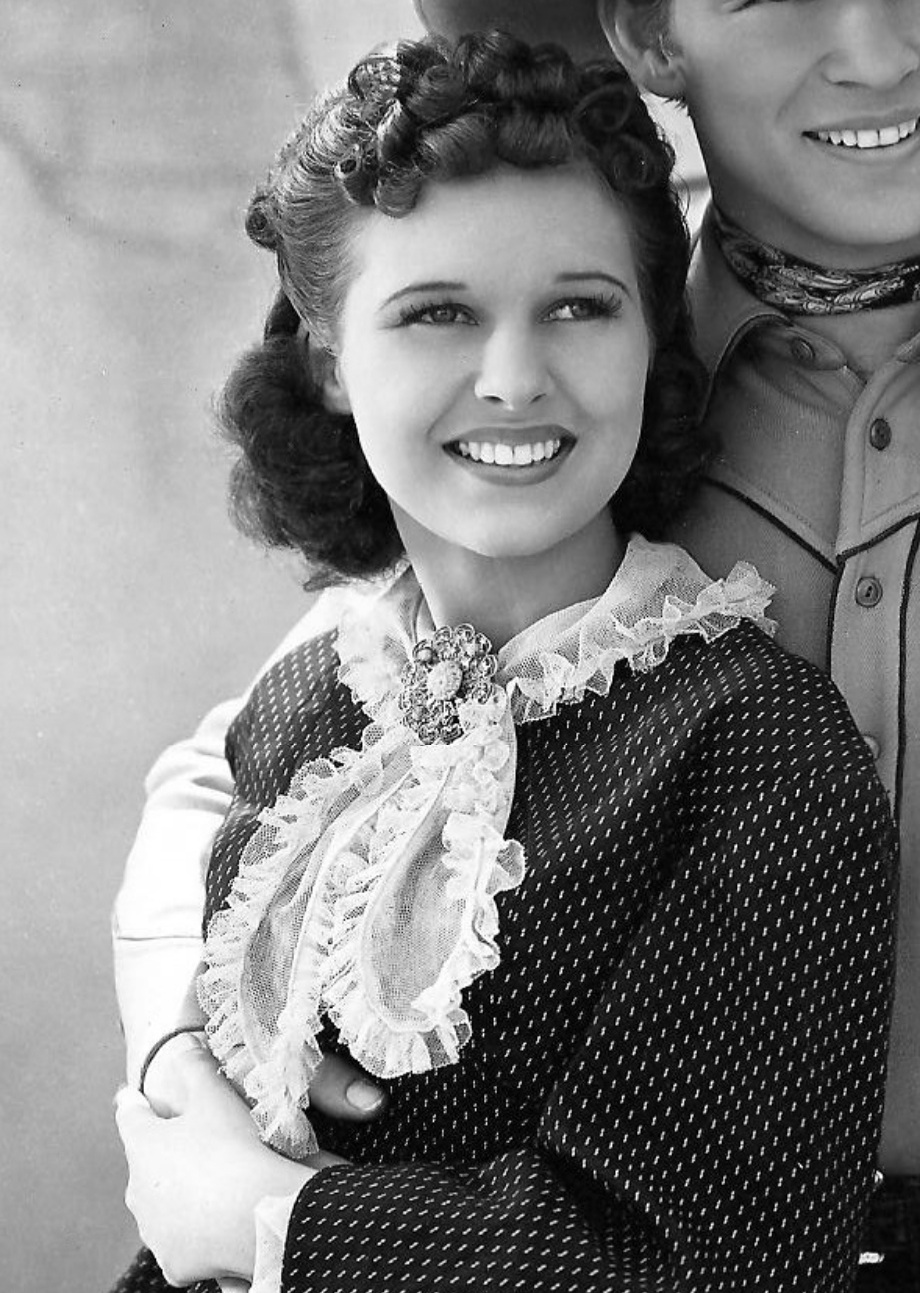

린 로버츠(Lynne Roberts, 1922년 11월 22일 ~ 1978년 4월 1일)는 미국의 배우, 영화배우이다.
엘패소에서 태어났으며 셔먼오크스에서 사망하였다. 포리스트 론 메모리얼 파크에 매장되었다.

## 영화
- 텍사스의 로빈 훗 (1947년)
- 문 오버 마이아미 (1941년)
- 선 밸리 세레나데 (1941년)
- 독수리는 다시 난다 (1941년)
- 에브리씽스 온 아이스 (1939년)
- 딕 트레이시 리턴즈 (1938년)
- 론 레인저 (1938년)
- 쉐인 온, 하베스트 문 (1938년)